# Hofesh Shechter
Hofesh Shechter (Hebreeuws: חופש שכטר) (Jeruzalem, 3 mei 1975) is een Israëlisch danser, choreograaf en componist, die sinds 2002 werkzaam is in het Verenigd Koninkrijk. Hij is de oprichter en artistiek directeur van de Hofesh Shechter Company.

## Biografie
Shechter groeide op in Jeruzalem, Israël. Op zesjarige leeftijd begon hij met pianolessen. Op twaalfjarige leeftijd ontwikkelde hij een interesse in volksdansen. Op zijn vijftiende deed hij met succes auditie voor de Jerusalem Academy of Music and Dance, aanvankelijk als pianist, maar bij aankomst stapte hij over op dans. Hij volgde formele lessen in zowel klassiek ballet als moderne dans.
Terwijl hij nog in opleiding was als danser, werd Shechter – zoals gebruikelijk in Israël – op zijn achttiende opgeroepen om zijn dienstplicht te vervullen in het Israëlisch defensieleger (IDF). Hij beschreef die ervaring later als "als een kortsluiting in mijn hersenen". Halverwege de verplichte drie jaar militaire training verhuisde hij naar Tel Aviv, waar hij door de Batsheva Dance Company was aangenomen als juniordanser. Om zijn dienstplicht te voltooien kreeg Shechter een administratieve functie die hij in avonddienst kon vervullen, waardoor hij overdag met Batsheva kon trainen.
Shechter studeerde af bij het hoofdgezelschap van Batsheva, waar hij onder andere danste in werken van Ohad Naharin en Wim Vandekeybus, terwijl hij ook percussie studeerde. Na drie jaar verliet Shechter het gezelschap en verhuisde naar Parijs om daar zijn muziekstudie voort te zetten en te drummen in een rockband, The Human Beings. In 2002 verhuisde hij naar Londen, waar hij zich als interim voegde bij de Jasmin Vardimon Company. Een jaar later creëerde hij bij dit gezelschap Fragments, waarvoor hij ook de muziek componeerde.
In 2008 richtte de choreograaf zijn inmiddels internationaal gerenommeerde Hofesh Shechter Company (HSC) op, die als thuisbasis de Brighton Dome in Brighton heeft. Shechter II, opgericht in 2018, is het veelgeprezen jonge gezelschap van HSC, dat opkomende dansers een (betaalde) kans biedt om zich verder te ontwikkelen.
Shechter is associate artist bij Sadler's Wells Theatre in Londen en was artist in residence bij Gauthier Dance in Stuttgart (2021-2024). Zijn werk wordt wereldwijd uitgevoerd door gezelschappen als Nederlands Dans Theater, Ballet Vlaanderen, Royal Ballet, Scottish Dance Theatre, GöteborgsOperans Danskompani, Bern Ballett, Ballet de l'Opéra de Paris, Cedar Lake Contemporary Ballet en Alvin Ailey American Dance Theater. Daarnaast choreografeert hij voor theater, opera en televisie.

## Werken (selectie)

### Choreografie
- 2003: Fragments
- 2004: Cult
- 2006: Uprising, in 2008 te zien in Stadsschouwburg Amsterdam; in 2014 samen met In your rooms uitgevoerd door NDT 1 in het programma 'An Evening with Hofesh Shechter'[2]
- 2007: In your rooms, in 2008 te zien in Stadsschouwburg Amsterdam; in 2014 samen met Uprising uitgevoerd door NDT 1 in het programma 'An Evening with Hofesh Shechter';[2] in 2018 uitgevoerd door Ballet Vlaanderen[3]
- 2009: The Art of Not Looking Back
- 2010: Political Mother, voor Hofesh Shechter Company (première: Brighton Festival); in 2010 te zien in Chassé Theater, Breda[2]
- 2010: Dog, voor Scottish Dance Theatre; in 2010 te zien in Theater de Veste, Delft[2]
- 2011: Violet Kid, voor het Cedar Lake Contemporary Ballet
- 2011: Political Mother: The Choreographer's Cut, gebaseerd op het stuk uit 2010
- 2012: Survivor, in opdracht van The Barbican, in samenwerking met Antony Gormley
- 2013: Sun, voor Hofesh Shechter Company; in 2013 te zien in Stadsschouwburg Amsterdam[2]
- 2015: Orphée et Eurydice, voor het Royal Opera House
- 2015: Barbarians, in 2016 te zien in Stadsschouwburg Amsterdam in het kader van Julidans[2]
- 2015: Untouchable, voor het Royal Ballet
- 2016: Clowns, voor het Nederlands Dans Theater; muziek en kostuums eveneens van Shechter[2]
- 2016: Fiddler on the Roof, Broadway revival
- 2017: Grand Finale, voor 9 dansers; op muziek van Shechter; première in Parijs;; in 2018 en 2019 te zien in Theater Heerlen en Theaters Tilburg[2]
- 2018: Vladimir, voor het Nederlands Dans Theater[2]
- 2018: Show (bestaande uit The Entrance, Clowns en Exit), voor Shechter II
- 2019: Contemporary Dance, voor de GöteborgsOperans Danskompani
- 2020: Political Mother Unplugged, gebaseerd op het stuk uit 2010, voor Shechter II
- 2021: From England with Love, voor het Nederlands Dans Theater; in 2024 door Hofesh Shechter Company uitgevoerd in Theater Rotterdam[2]
- 2021: Double Murder (bestaande uit Clowns en The Fix), voor Hofesh Shechter Company (wereldpremière: Sadler's Wells Theatre); in 2022 te zien in Theater Heerlen;[2] in 2023 in de Waranda, Turnhout[4]
- 2022: Contemporary Dance.2.0, voor Shechter II
- 2023: Wild Poetry, voor GöteborgsOperans Danskompani; in 2024 te zien in Amare, Den Haag[2]
- 2024: Theatre of Dreams, voor Hofesh Shechter Company; in 2024 te zien Theater Rotterdam[2]

### Filmografie
- 2003: Send Me an Angel (regie: Nir Ne'eman)
- 2008: Skins, openingsdans in een episode van E4-televisieserie (serie 2, episode 1)
- 2018: Hofesh Shechter's Clowns, BBC Two-dansfilm gebaseerd op het stuk Clowns uit 2016[5]
- 2021: Political Mother: The Final Cut, dansfilm gebaseerd op het gelijknamige stuk uit 2010, uitgevoerd door Shechter II (regie: Hofesh Shechter)[6]
- 2022: En corps (Engelse titel: Encore), als zichzelf (regie: Cédric Klapisch)

## Prijzen, onderscheidingen
- 2007: Critics' Circle Theatre Award voor In your rooms
- 2016: Nominatie voor de Tony Award voor "beste choreografie" voor zijn bijdrage aan Bartlett Shers revival van Fiddler on the Roof.
- 2018: Order of the British Empire (OBE) voor de BBC-film Hofesh Shechter's Clowns
- 2022: Diverse filmprijzen voor Political Mother: The Final Cut (o.a. Best Dance Film – Cannes World Film Festival, Best Live Performance Capture – San Francisco Dance Film Festival, Publieksprijs Best Live Performance Relay & Camera Rework – Cinedans Festival)[6]